# Dominique Lecourt
Pour les articles homonymes, voir Lecourt.
Dominique Lecourt, né le 5 février 1944 à Paris et mort le 1er mai 2022 dans la même ville,, est un philosophe et éditeur français.
Professeur émérite à l’université Paris Diderot-Paris 7, il appartient à la tradition de l'épistémologie française qui va de Bachelard à Cavaillès, à Canguilhem et Foucault.

## Biographie et axes de recherche
Ancien recteur d'académie, ancien président du conseil de surveillance des Presses universitaires de France (PUF), Dominique Lecourt a été également président d'honneur, administrateur et vice-président du conseil d'administration des PUF (2014), et a été, de juin 2011 à novembre 2014, président-directeur général de Libris, actionnaire principal de cette maison d'édition jusqu’au rachat par le groupe de réassurance Scor dirigé par Denis Kessler.
Directeur général (2009-2020) et cofondateur de l'Institut Diderot, un laboratoire d'idées créé par la société de groupe d'assurance mutuelle Covéa dirigée alors par Thierry Derez, dont l’ambition était de favoriser une vision prospective sur les grands thèmes qui préoccupent les sociétés contemporaines. Le philosophe André Comte-Sponville lui succède en 2021.
Il mène une réflexion sur les formes contemporaines de la pensée scientifique qui vise à contrer aussi bien l’arrogance du scientisme que la technophobie et le catastrophisme tant sur le plan philosophique que politique. Il traite à travers la philosophie des sciences de questions politiques (Lyssenko, histoire réelle d’une « science prolétarienne » ; L’Amérique entre la Bible et Darwin) et éthiques (Contre la peur ; Humain post-humain). Cela requiert parfois un effort d’analyse collective (Dictionnaire d’histoire et philosophie des sciences ; Dictionnaire de la pensée médicale) ou de pédagogie appropriée (« Que sais-je ? » sur La philosophie des sciences et sur Georges Canguilhem). Il développe une conception de la liberté qui prend à rebours aussi bien l’individualisme égoïste que le moralisme libertaire.

### Carrière
Dominique Lecourt a abordé la philosophie dans la classe de Camille Pernot au lycée Buffon. Ancien élève de l’École normale supérieure de la rue d'Ulm (1965), agrégé de philosophie (1969), élève de Louis Althusser dont il fut le représentant légal à la suite du meurtre d'Hélène Rytmann-Althusser du 16 novembre 1980, il a été également l'élève de Georges Canguilhem qui exerça sur lui une grande influence. Canguilhem dirigea son mémoire de maîtrise sur Gaston Bachelard qu'il fit publier chez Vrin avec un avant-propos en 1969. François Dagognet dirigea sa thèse d'État (L'Ordre et les Jeux, Grasset, 1981).
Professeur invité dans de nombreuses universités étrangères (Aarhus, Bergen, Boston, Bruxelles (Chaire Perelman de l’ULB), Dakar, Harvard, Helsinki, Madrid, Medellin, Mexico, Montréal, New York, Tokyo, Yale), il a notamment été expert auprès de la division des droits de l'homme à l’UNESCO (1977 à 1990), conseiller technique au cabinet du ministre de l’Éducation nationale (1984-1985), fondateur avec Jacques Derrida, François Chatelet et Jean Pierre Faye du Collège international de philosophie (1984), administrateur délégué du Centre national d'enseignement par correspondance (1985-1986), recteur d'académie du Centre national d'enseignement à distance (1986-1988), membre du Comité opérationnel d'éthique – sciences de la vie - du CNRS (1993-1998), directeur de l’école doctorale « Savoirs scientifiques : épistémologie, histoire des sciences et didactique des disciplines » (2001-2008), président de la section 17 (philosophie) et président du groupe 4 (sciences humaines) du Conseil national des universités (2003-2007), membre du conseil de surveillance de la Fondation pour l'innovation politique (2004-2008), président du comité consultatif de déontologie et d’éthique de l'Institut de recherche pour le développement (2002-2009), vice-président de l’Observatoire du principe de précaution (2007-2012), il a créé et dirigé jusqu'en janvier 2012 le Centre Georges-Canguilhem (université Paris Diderot-Paris 7).

### Famille
Neveu de Bernard Chenot, qui fut ministre de la Santé puis de la Justice du général de Gaulle, membre du Conseil constitutionnel et secrétaire perpétuel de l’Académie des sciences morales et politiques, Dominique Lecourt est aussi le beau-fils de Jean Kahn, qui fut un proche collaborateur du président de la République François Mitterrand, responsable notamment des questions constitutionnelles à l'Élysée, et qui présida ensuite l'Institut François-Mitterrand.

## Philosophie
Disciple de Gaston Bachelard, Dominique Lecourt s’emploie à faire apparaître la pensée qui anime les progrès de la connaissance scientifique contemporaine. Son épistémologie relève du « rationalisme appliqué ». De livre en livre, il s’emploie à analyser les obstacles épistémologiques qui la retiennent ou la déroutent. Il montre comment l’imagination est aussi indispensable au dynamisme de la pensée scientifique inventive qu’à la rigueur des mises en formes et des démonstrations. Élève de Georges Canguilhem, il soutient que la tâche essentielle de la philosophie consiste à s’interroger sur le sens de la connaissance pour la condition humaine. De là, une conception de la philosophie dans les sciences qui ouvre sur une philosophie de l’action se renouvelant constamment au contact des normes vitales et sociales. Avec des juristes, des sociologues, des médecins et des chercheurs, il élabore les documents de réflexion indispensables pour aborder les questions présentes de la bioéthique comme, plus généralement, celles du risque dans les sociétés industrielles (principe de précaution, culture des OGM, gisements de gaz de schiste…). 
Selon lui « le fait du réchauffement climatique est indéniable mais on se doit à la même vigilance à l’égard des discours entourant les phénomènes du réchauffement climatique dont on ne sait pas encore exactement la signification physique réelle, ni la part qu’y prennent au juste les activités humaines. L’alarmisme, dont le réchauffement est l’occasion, renforce encore le catastrophisme qui désigne la techno-science comme responsable de désastres multiples ». De manière plus concise, il est décrit par Alain Gioda et Olivier Godard, comme climatosceptique,. (?)
S’il a beaucoup écrit et publié, il n’a pas rédigé une « œuvre » ou un « système » à prétention définitive. Ses travaux sur Denis Diderot font apparaître le prix qu’il attache à investir sa pensée dans les démarches qui sont inspirées par le désir de liberté. Il exerce son devoir de vigilance à l’égard des critiques du darwinisme, aussi bien celui qui a été inspiré par le marxisme (Lyssenko) que celui qui est aujourd’hui répandu par les divers fondamentalismes religieux.
Il propose dans Contre la peur (1990) une « éthique pour la recherche » qui rende toute sa place à l’esprit critique. C’est pour lui la condition pour que la recherche aide l’humanité à transformer son rapport à l’environnement dans le sens d’une liberté plus grande et d’une prospérité moins inégale.

## Édition
Président du conseil de surveillance des Presses universitaires de France (2001-2014), Dominique Lecourt a été jusqu'à son décès président d'honneur de cette maison d'édition tout en conservant les fonctions d'administrateur et de vice-président du conseil d'administration. Dominique Lecourt a publié depuis plus de trente ans de nombreux ouvrages. En 2004 a notamment été publié sous sa direction aux PUF un Dictionnaire de la pensée médicale (réédité depuis en version poche – « Quadrige ») après le Dictionnaire d’histoire et philosophie des sciences qu’il a dirigé en 1999 et dont une 4e édition augmentée est parue en « Quadrige » en 2006.
Chez le même éditeur, il a codirigé pendant plus de vingt ans, avec le philosophe Étienne Balibar, la collection « Pratiques théoriques », désormais prise en charge par les philosophes Bruno Karsenti et Guillaume le Blanc. Cette collection montre la philosophie au travail dans la saisie des questions majeures dont les sciences sociales et humaines ont été appelées à s’emparer. Ces ouvrages de recherche couvrent ainsi un large spectre qui va de l’anthropologie à la théorie politique en passant par l’économie, l’histoire ou la psychanalyse.
Il a créé et dirige depuis 1992 la collection « Science, histoire et société » qui rassemble des travaux originaux portant sur le destin intellectuel et social de la pensée scientifique : formulation des problèmes et formation des concepts scientifiques, incidences économiques, politiques, religieuses, éthiques, voire esthétiques des progrès de la science, sans exclure les questions posées par l’organisation sociale de la recherche et les applications technologiques des résultats obtenus. On y trouve des titres portant sur les pays en développement, les femmes et l’enseignement scientifique, les pandémies, les nouvelles technologies aussi bien que sur le darwinisme et l’eugénisme américains.
Enfin, il a codirigé avec le psychanalyste Pierre Fédida la collection Forum Diderot qui publiait de 1995 à 2002 les interventions faites par différents participants, juristes, philosophes, scientifiques lors de colloques organisés à l'Université Paris Diderot-Paris 7, par le Centre d’études du vivant et l’Association Diderot, qu’il a présidé de 1984 à 2004. Il avait créé et dirigé de 1988 à 1996 chez Hachette la collection « Questions de science » qui a connu un succès international.
Dominique Lecourt est membre du jury du prix Sophie-Barluet, qui a été créé en 2010 par le Centre national du livre. Ce prix est destiné à récompenser l’excellence d’un essai de sciences humaines. Il est décerné par un jury composé de personnalités éminentes du monde intellectuel soucieuses de promouvoir une réflexion de qualité sur des questions de société contemporaine.
Il est membre du comité éditorial du magazine Books et du conseil consultatif de la délégation française de la fondation Calouste-Gulbenkian (2013) et a été chroniqueur régulier dans le magazine La Recherche, le mensuel Eurêka et le quotidien La Croix.

## Politique
Dans sa jeunesse, Dominique Lecourt a été maoïste[source insuffisante].

## Distinctions
- Prix Gegner de l'Institut des sciences morales et politiques (2000)
- Grand prix AST-Ville de Paris (mention spéciale 2006)
- Prix Louis-Marin de l'Institut des sciences morales et politiques (2010)
- Officier de la Légion d'honneur (2006)[21]
- Chevalier de l'ordre national du Mérite

## Œuvres
Auteur d'une trentaine d’ouvrages, réédités et traduits notamment en anglais, allemand, espagnol, portugais, coréen, grec, japonais, danois, finlandais, etc.
- L’Épistémologie historique de Gaston Bachelard (1969, réed. Vrin, Paris, 11e éd. augmentée, 2002 Extraits en ligne).
- Bachelard, épistémologie, textes choisis (1971, réed. PUF, Paris, 8e éd. 2010).
- Pour une critique de l’épistémologie : Bachelard, Canguilhem, Foucault (1972, réed. Maspero, Paris, 5e éd. 1980).
- Une crise et son enjeu (Maspero, Paris, 1973).
- Bachelard, le jour et la nuit (Grasset, Paris, 1974).
- Lyssenko, histoire réelle d’une « science prolétarienne » (1976, réed. Quadrige/PUF, 1995).
- Dissidence ou révolution ? (Maspero, Paris, 1978).
- L’Ordre et les Jeux (Grasset, Paris, 1981).
- La Philosophie sans feinte (Albin Michel, Paris, 1982).
- Contre la peur (1990, 5e réed. Quadrige/PUF, 2011).
- L’Amérique entre la Bible et Darwin, suivi de Intelligent design : science, morale et politique'' (1992, 3e réed. Quadrige/PUF, 2007).
- À quoi sert donc la philosophie ? Des sciences de la nature aux sciences politiques (PUF, Paris, 1993).
- Les Infortunes de la raison (Vents d’Ouest, Québec, 1994).
- Prométhée, Faust, Frankenstein : Fondements imaginaires de l’éthique (1996, rééd.Livre de Poche/Biblio Essai, 1998).
- L’Avenir du progrès (Editions Textuel, Paris, 1997).
- Déclarer la philosophie (PUF, Paris, 1997).
- Le Rapport bleu. Les sources historiques et théoriques du Collège International de Philosophie, François Châtelet, Jacques Derrida, Jean-Pierre Faye et Dominique Lecourt (PUF, coll. « Bibliothèque du Collège international de philosophie », Paris, 1998).
- Science, Philosophie et Histoire des sciences en Europe, sous la direction de D. Lecourt (1998, réed. European Commission, Bruxelles, 1999).
- Encyclopédie des sciences, sous la direction de D. Lecourt (Livre de Poche, Paris, 1998).
- Les Piètres penseurs (Flammarion, Paris, 1999).
- Dictionnaire d’histoire et philosophie des sciences, sous la direction de D. Lecourt (1999, 4e réed. Quadrige/PUF, Paris, 2006).
- Sciences, Mythes et Religions en Europe, sous la direction de D. Lecourt (European Commission, Bruxelles, 2000).
- Rapport au ministre de l’Éducation nationale sur l’enseignement de la philosophie des sciences (2000) :
- La Philosophie des sciences (2001, 7e réed. PUF/Que sais je ?, Paris, 2018).  (ISBN 978-2-13-058053-9).
- Humain post-humain (2003, réed. PUF/Quadrige, Paris, 2011).
- Dictionnaire de la pensée médicale, sous la direction de D. Lecourt (2004, réed. PUF/Quadrige, Paris, 2004)  (ISBN 2-13-053960-2).
- Bioéthique et Liberté en collaboration avec Axel Kahn (PUF/Quadrige essai, Paris, 2004).
- La Science et l'Avenir de l'homme, sous la direction de D. Lecourt (PUF/Quadrige essai, Paris, 2005).
- L’Erreur médicale, sous la direction de C. Sureau, D. Lecourt, G. David (PUF/Quadrige essai, Paris, 2006).
- Georges Canguilhem (2008, 2e réed. PUF/Que sais je ?, Paris, 2016)  (ISBN 2-13-053861-4).
- Charles Darwin. Origines - Lettres choisies 1828-1859, introduction et édition française dirigée par D. Lecourt (Bayard, Paris, 2009).  (ISBN 978-2-227-47843-5).
- L'âge de la peur : Science, éthique et société (Bayard, Paris, 2009).  (ISBN 978-2-227-47850-3).
- La mort de la clinique ?, sous la direction de D. Lecourt, G. David, D. Couturier, J-D. Sraer, C. Sureau (PUF/Quadrige essai, Paris, 2009).  (ISBN 978-2-13-057973-1).
- La santé face au principe de précaution, sous la direction de D. Lecourt (2009, réed. PUF, Paris, 2010).  (ISBN 978-2-13-057721-8).
- Politique de santé et principe de précaution, sous la direction de A. Aurengo, D. Couturier, D. Lecourt et M. Tubiana (PUF/Quadrige essai, Paris, 2011).  (ISBN 978-2-13-058986-0).
- Diderot. Passions, sexe, raison (PUF, Paris, 2013).  (ISBN 978-2130620730).
- L’Égoïsme. Faut-il vraiment penser aux autres ? (Éditions Autrement, collection Les Grands Mots dirigée par Alexandre Lacroix, Paris, 2015).

## Vocabulaire
Dominique Lecourt est à l'origine de la locution « épistémologie historique » pour désigner la philosophie des sciences de Bachelard ; cette locution figure pour la première fois dans le titre de son mémoire de maîtrise publié, avec un avant-propos de Canguilhem (L’épistémologie historique de Gaston Bachelard (1969, rééd., 11e éd., Vrin, 2002).
Il a utilisé le terme « cybérie » pour désigner les accros du Web qui y passent leurs jours et leurs nuits afin d’échapper au contact physique avec leurs prochains (« Le savoir en cybérie », in Le Monde de l’éducation, no 247, avril 1997, p. 30-31), ceux que l'on appelle aujourd’hui les « no life ».

## Scénariste
- « La Grande Histoire du cerveau », film documentaire de Philippe Calderon et Dominique Lecourt, premier épisode de la collection, « Défis et Histoire des Sciences » écrite par Dominique Lecourt, première diffusion septembre 2006 sur France 5.
- « La Grande Histoire du gène », film documentaire de Philippe Picart, Jérôme Lambert et Dominique Lecourt, deuxième épisode de la collection, « Défis et Histoire des Sciences » écrite par Dominique Lecourt, première diffusion septembre 2006 sur France 5.
- « La Grande Histoire des cartes », film documentaire d’Éric Wastiaux et Dominique Lecourt, troisième épisode de la collection, « Défis et Histoire des Sciences » écrite par Dominique Lecourt, première diffusion septembre 2006 sur France 5.

## Ressources en ligne
- Portrait de Dominique Lecourt in Libération (D. Leglu), le 13 décembre 1995.
- « L'idée française de la science », communication à l'Académie des Sciences Morales et Politiques, le 21 mai 2001.
- « Le nucléaire est-il une question de société ? », intervention prononcée lors du colloque du 24 janvier 2006 sur « le nucléaire et le principe de précaution » (Fondation Respublica).
- « Non à la France frileuse », publié in Le Point n°1682.
- « L'évolution n'est pas une nouvelle genèse, mais un socle scientifique », numéro spécial Darwin du journal Le Monde (avril 2009).
- « L'apocalypse. Réalité inéluctable ou pur fantasme ? », dialogue avec Jean-Pierre Dupuy, Philosophie magazine - Philosophies.TV, novembre 2009.
- « Progrès et précaution », colloque international consacré au principe de précaution organisé par l'Académie royale de Belgique, septembre 2010.